# NUP62CL
NUP62CL (англ. Nucleoporin 62 C-terminal like) – білок, який кодується однойменним геном, розташованим у людей на довгому плечі X-хромосоми. Довжина поліпептидного ланцюга білка становить 184 амінокислот, а молекулярна маса — 20 837.
| 10         |  | 20         |  | 30         |  | 40         |  | 50         |
| ---------- |  | ---------- |  | ---------- |  | ---------- |  | ---------- |
| MQFTSISNSL |  | TSTAAIGLSF |  | TTSTTTTATF |  | TTNTTTTITS |  | GFTVNQNQLL |
| SRGFENLVPY |  | TSTVSVVATP |  | VMTYGHLEGL |  | INEWNLELED |  | QEKYFLLQAT |
| QVNAWDHTLI |  | ENGEMIRILH |  | GEVNKVKLDQ |  | KRLEQELDFI |  | LSQQQELEFL |
| LTYLEESTRD |  | QSGLHYLQDA |  | DEEHVEISTR |  | SAEF       |  |            |

A: Аланін

D: Аспарагінова кислота

E: Глутамінова кислота

F: Фенілаланін

G: Гліцин

H: Гістидин

I: Ізолейцин

K: Лізин

L: Лейцин

M: Метіонін

N: Аспарагін

P: Пролін

Q: Глутамін

R: Аргінін

S: Серин

T: Треонін

V: Валін

W: Триптофан

Задіяний у таких біологічних процесах, як транспорт, транспорт білків, альтернативний сплайсинг. 